# Aquaria
Aquaria ist eine brasilianische Symphonic-Power-Metal-Band aus Rio de Janeiro.

## Geschichte
Die Band wurde 1999 unter dem Namen Uirapuru gegründet. In den Jahren 2001 und 2002 brachte Uirapuru zwei Demo Alben heraus: Here Comes The Life und Flames Of Trinity. Danach benannten sie sich in Aquaria um und veröffentlichten 2005 ihr Debütalbum Luxaeterna unter ihrem Label Scarecrow Records / Marquee Avalon.
Am 24. Januar 2007 gab Aquaria bekannt, dass Gitarrist Gustavo di Padua zur Band stoßen wird. In dieser neuen Besetzung setzten sie ihre Aufnahmen für ihr zweites Studioalbum Shambala fort, das am 21. September 2007 zunächst in Japan veröffentlicht wurde.
2020 veröffentlichte die Band mit Alethea ihr drittes Studioalbum.

## Diskografie
Als Uirapuru:
- Here Comes the Life (2001)
- Flames of Trinity (2002)

Als Aquaria:
- Luxaeterna (2005: Hellion Records / Avalon / Scarecrow Records; 2006: Irond)
- Shambala (2007: Hellion Records / Avalon / Irond; 2008: Verde Records)
- Alethea (2020: Avalon)